# Ambrosij Čačua
Ambrosij Anzorovyć Čačua (in ucraino Амбросій Анзорович Чачуа?; Rivne, 2 aprile 1994) è un calciatore ucraino, centrocampista del Karpaty.